# Phù thủy đêm trên bầu trời
Phù thủy đêm trên bầu trời (tiếng Nga: В небе «ночные ведьмы», V nebe Nochnye vedmy) là một bộ phim truyện của Liên Xô về cuộc Chiến tranh Vệ quốc Vĩ đại, được quay vào năm 1981 bởi đạo diễn Evgenia Zhigulenko.
Nguyên mẫu các nhân vật trong bộ phim là các thành viên của Trung đoàn hàng không ném bom đêm cận vệ 46, một trong 3 trung đoàn không quân nữ được hình thành theo đề nghị của Marina Raskova, chiến đấu trong Chiến tranh vệ quốc vĩ đại. Đạo diễn của bộ phim, Evgenia Zhigulenko, cũng là một nữ phi công của trung đoàn này. Bà là một sĩ quan chỉ huy của Trung đoàn và là một trong 23 thành viên của Trung đoàn được trao tặng danh hiệu Anh hùng Liên Xô.

## Nội dung
Bộ phim kể về chiến công của các nữ phi công Liên Xô, trong Chiến tranh Vệ quốc vĩ đại, làm nhiệm vụ chủ yếu ném bom vào ban đêm các vị trí của quân đội Đức Quốc xã. Lính Đức, với sự xuất hiện bất ngờ của máy bay Liên Xô vào ban đêm, đã rất sợ hãi và bắt đầu gọi họ là "phù thủy đêm". Phi công chủ yếu bay máy bay huấn luyện U-2 chuyển đổi thành máy bay ném bom hạng nhẹ. Các nữ phi công tin rằng, biệt danh "phù thủy đêm" là một đánh giá cao về những công việc của họ.

## Diễn viên
- Valentina Grushina - Oksana Zakhachenko
- Yana Druz - Galina Polikarpova
- Dmitry Zamulin - Fyodor Pavlov
- Nina Menshikova - Marya Ivanovna, Chính ủy
- Valeria Zaklunnaya - Thiếu tá Cận vệ Evdokia (Dusya) Boguslavskaya, chỉ huy phi đội
- Elena Astafieva - Katya Maximova
- Alexandra Sviridova - Tonya Zhukova, thợ máy
- Sergey Martynov - Kostya Lazarev, chồng của Galina

### Nhạc phẩm trong phim
- Elena Kamburova - trình diễn bài hát Khi bạn hát những bài hát trên mặt đất

## Đoàn làm phim
- Tác giả kịch bản: 
  - Vladimir Valutsky
  - Evgenia Zhigulenko
- Đạo diễn: Evgenia Zhigulenko
- Nhà điều hành: Lev Ragozin
- Nghệ sĩ: Boris Komyakov
- Nhà soạn nhạc: Evgeny Krylatov
- Lời bài hát: Evgeny Evtushenko
- Nhạc trưởng: David Shtilman
- Cố vấn trưởng: George Beregovoi
- Cố vấn: Evdokia Bocharova
- Giám đốc sản xuất: Leonid Gomorin

## Dữ liệu kỹ thuật
- Sản xuất: Hãng phim Gorky
- Phim truyện, một phần, tivi, màu
- Thời lượng 77 phút [2]